# 1965 en science
| Années de la science : 1962 - 1963 - 1964 - 1965 - 1966 - 1967 - 1968    |
| Décennies de la science : 1930 - 1940 - 1950 - 1960 - 1970 - 1980 - 1990 |

Cet article présente les faits marquants de l'année 1965 en science.

## Évènements
- 1er février : en Aveyron, l'extrême amont du réseau de la grotte de Foissac est mis au jour par un groupe de spéléologues de Capdenac[1] ; cette partie de la cavité renferme de nombreux vestiges archéologiques chalcolithiques datant d'environ 2 700 ans av. J.-C. (sépultures, mobilier lithique et osseux, céramiques et traces de passages multiples)[2].
- 26 octobre - 20 décembre : Operación 90, première expédition terrestre de l'Argentine vers le pôle Sud[3].

### Sciences de la vie
- 4 février : le biologiste Trofim Lyssenko est révoqué de ses fonctions de directeur de l'Institut de génétique de l'Académie des sciences de l'Union soviétique et les théories lyssenkistes sont critiquées comme pseudoscience[4].

- 25 février : inauguration de l'Institut de cancérologie de Villejuif Gustave-Roussy[5].

- 20 mai : création du Centre international de recherche sur le cancer installé à Lyon[6].

- 9 décembre : Grigori Beï-Bienko, entomologiste soviétique, est élu président de la Société entomologique d'URSS[7].

### Sciences physiques
- 1er janvier : dans un article publié dans le Journal of the American Chemical Society, les chimistes américains Robert Burns Woodward et Roald Hoffmann établissent les règles de Woodward–Hoffmann, qui utilisent la symétrie des orbitales moléculaires pour expliquer la stéréochimie des réactions chimiques[8].
- Juillet : découverte du rayonnement thermique cosmologique par Arno Allan Penzias et Robert Woodrow Wilson, ingénieurs des Laboratoires Bell[9],[10].

- Les astronomes français Anna et Nicolas Stoyko mettent en évidence le ralentissement de la rotation de la Terre[11].
- L'université Stanford lance le projet Dendral, un des premiers systèmes experts, spécialisé dans la chimie moléculaire[12].

#### Astronautique
- 18 mars : première sortie d’un homme hors de sa cabine, Alexei Leonov, pendant le vol du vaisseau Voskhod 2[13].
- 23 mars : Gemini 3, première mission habitée du programme Gemini[13].
- 24 mars : la sonde lunaire Ranger 9 transmet des photographies à haute résolution de la Lune[13].
- 6 avril : lancement par la NASA d’Early Bird (Intelsat I), premier satellite commercial de communication. Activé le 28 juin, il transmet les communications télévisées et téléphoniques entre l’Europe et les États-Unis[14].
- 9 mai : la sonde russe Luna 5 s'écrase sur la Lune dans la région de la Mer des Nuées[15].

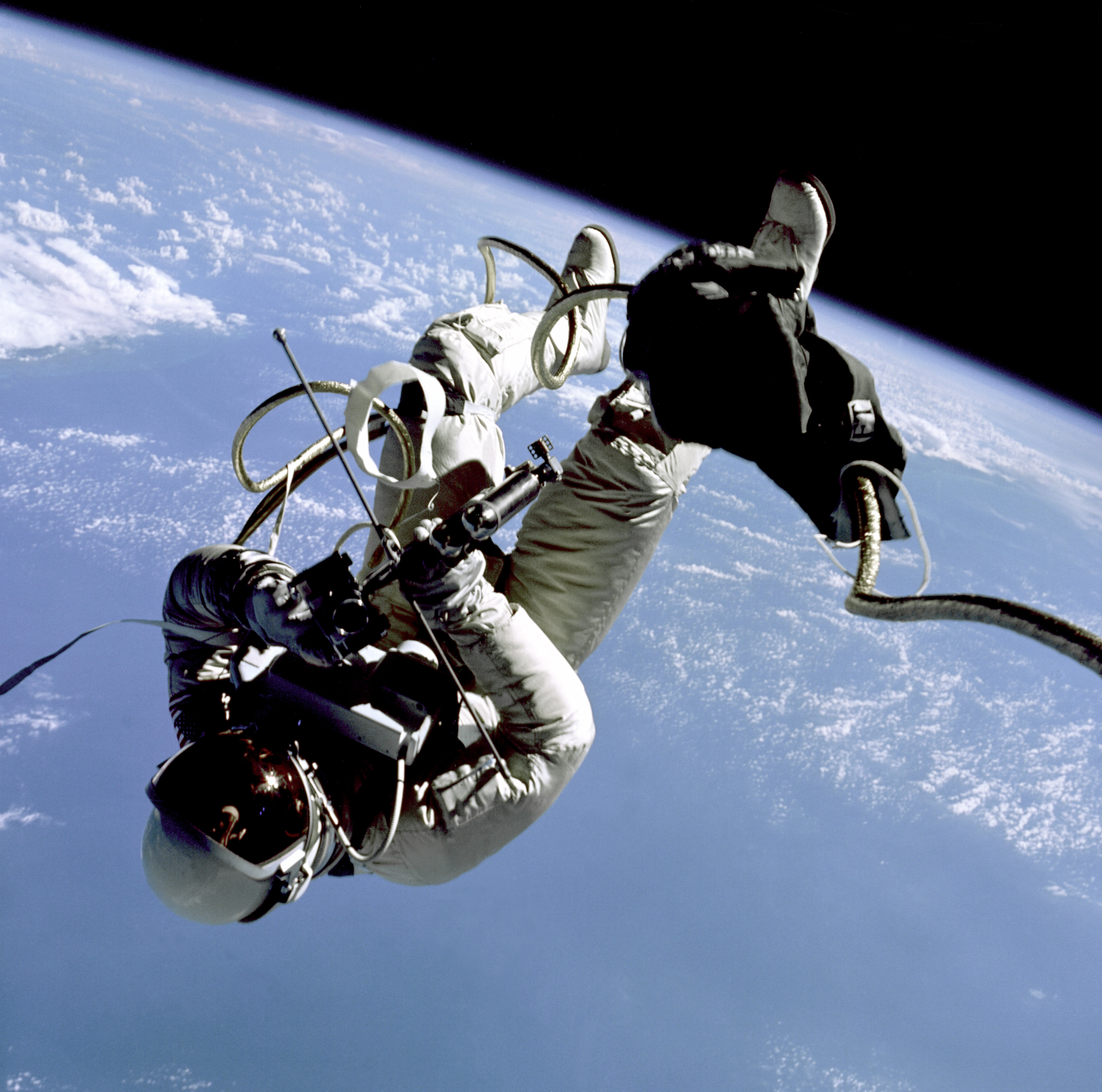
Edward White dans l'espace

- 3 juin : l'astronaute Edward White est le premier astronaute américain à évoluer dans l’espace en quittant la capsule Gemini 4[13]. Il utilise un pistolet propulsif pour se déplacer.
- 14 juillet : la sonde Mariner 4 envoie la première photo lisible de Mars[13].
- 16 novembre : lancement de la sonde soviétique Venera 3 dans le cadre du programme Venera d'exploration de Vénus, elle s'écrase sur la surface de la planète le 1er mars 1966 après 105 jours de voyage, devenant ainsi le premier engin à atteindre une autre planète[13].

- 26 novembre : première mise en orbite d’un satellite (Astérix) par une fusée ni américaine, ni soviétique (lanceur Diamant). Avec le lancement du satellite Astérix, la France devient la troisième puissance spatiale[16].

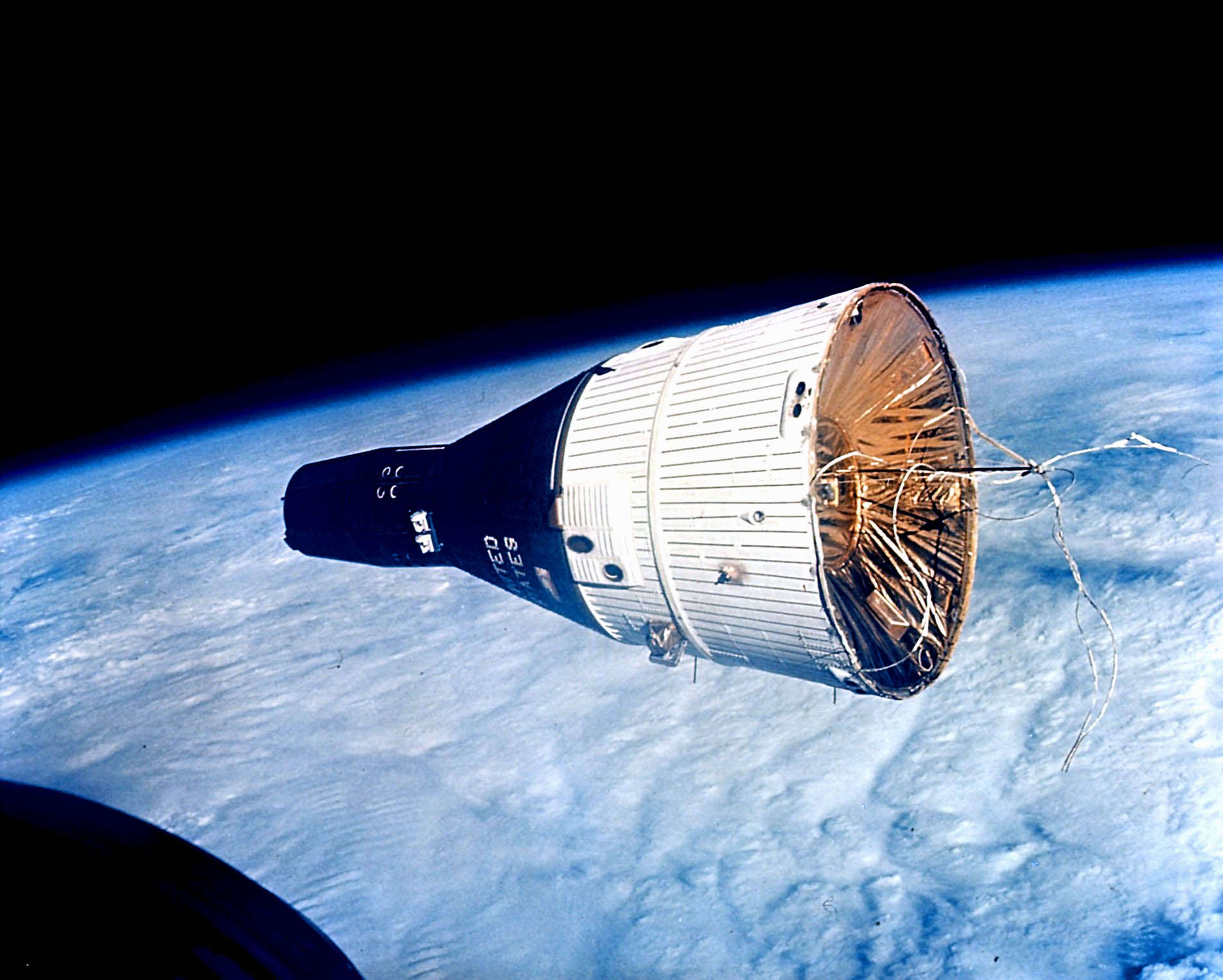
Gemini 7 vue de Gemini 6

- 15 décembre : premier rendez-vous spatial réussi entre les cabines Gemini 6 et 7[13].

### Technologie
- 22 mars : Digital Equipment Corporation lance le PDP-8, le premier mini-ordinateur[17]. Son prix relativement bas lui vaut un vif succès dans les établissements universitaires.

- 25 mars-8 avril : la conférence du Comité consultatif international des radiocommunications réunie à Vienne ; 23 pays sur 45 décident d’adopter le procédé de télévision en couleur français SÉCAM, 11 pays le système allemand PAL, 3 pays le format américain NTSC, 2 pays le QUAM[18].
- 19 avril : le chimiste américain Gordon Earle Moore énonce empiriquement la loi de Moore selon laquelle « Le nombre de transistors par circuit de même taille doublait tous les dix-huit mois, sans augmentation des coûts »[19].

- 16 juillet : ouverture du tunnel du Mont-Blanc[20].
- 19 novembre : Le record de vitesse terrestre est battu (966 km/h) à Bonneville Salt Flats dans l'Utah[21].
- 30 novembre : première liaison de télévision en couleur entre Moscou et Paris avec le procédé Secam grâce au satellite Molnia 1[22].

- Invention du premier circuit mémoire intégré à lecture unique (ROM)[23].
- Stephanie Kwolek et Herbert Blades, chercheurs de la société Du Pont de Nemours, découvrent le polyparaphénylène téréphtalamide, commercialisé en 1971 sous le nom de kevlar[24].

## Prix
- Prix Nobel

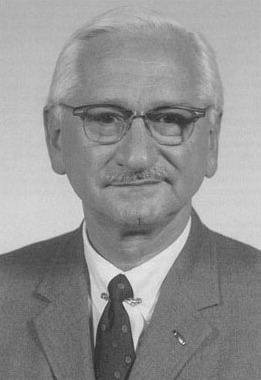
Albert Sabin

  - Physique : Julian Schwinger, Richard P. Feynman, Sin-Itiro Tomonaga (朝永 振一郎) pour leurs travaux sur la théorie quantique des champs.
  - Chimie : Robert Burns Woodward (américain) pour ses travaux sur la chlorophylle de synthèse.
  - Physiologie ou médecine : François Jacob, André Lwoff, Jacques Monod (Français) pour leurs travaux sur la fonction de l’acide ribonucléique (ARN).

- Prix Lasker
  - Prix Albert-Lasker pour la recherche médicale fondamentale : Robert Holley
  - Prix Albert-Lasker pour la recherche médicale clinique : Albert Sabin

- Médailles de la Royal Society
  - Médaille Copley : Alan Hodgkin
  - Médaille Davy : Harold Warris Thompson
  - Médaille Hughes : Denys Wilkinson
  - Médaille royale : Charles Husband, John Cowdery Kendrew et Raymond Arthur Lyttleton

- Médailles de la Geological Society of London
  - Médaille Lyell : Charles Findlay Davidson
  - Médaille Murchison : Walter Frederick Whittard
  - Médaille Wollaston : David Meredith Seares Watson

- Prix Jules-Janssen (astronomie) : Jean-François Denisse
- Médaille Bruce (Astronomie) : Martin Schwarzschild
- Médaille Linnéenne : John Hutchinson et John Ramsbottom
- Médaille d'or du CNRS : Louis Néel

## Naissances

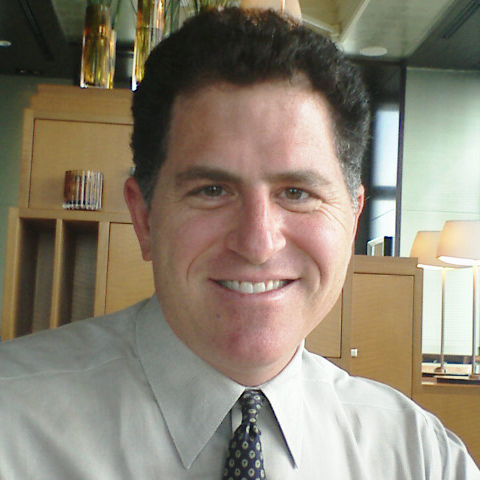
Michael Dell

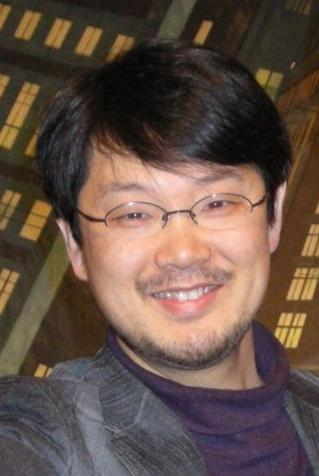
Yukihiro Matsumoto

- 11 février : Andrew Gelman, statisticien et politologue américain.
- 22 février : Sophie Goedefroit, anthropologue française.
- 23 février : Michael Dell, chef d'entreprise américain, PDG fondateur de Dell.

- 4 mars : Iouri Lontchakov, cosmonaute soviétique.

- 12 avril : Roberto Abraham, astronome canadien.
- 14 avril : Yukihiro Matsumoto, informaticien japonais.
- 15 avril : Soichi Noguchi, astronaute japonais.

- 6 mai : Jana Tichá, astronome tchèque.
- 12 mai : Stanislas Dehaene, psychologue cognitif et neuroscientifique français.
- Mai : Matthias Bartelmann, astrophysicien allemand.

- 4 juin : Shannon Walker, astronaute américaine.
- 5 juin : Michael E. Brown, astronome américain.
- 8 juin : Stanley G. Love, scientifique et astronaute américain.
- 21 juin : Yang Liwei, spationaute chinois.
- 11 juillet : Albert Sánchez Piñol, anthropologue et écrivain espagnol.
- 19 juillet : Scott David Tingle, astronaute américain.

- 1er août : Fabio Maniscalco (mort en 2008), architecte, archéologue, écrivain et universitaire italien.
- 5 août : Bruno Saura, ethnologue français.
- 10 août : Yves Liébert, archéologue français.
- 25 août : Andrew J. Feustel, astronaute américain.

- 19 septembre : Sunita Williams, astronaute américaine.
- Septembre : Roy Fielding, informaticien américain.
- 27 octobre : Oleg Kotov, cosmonaute soviétique.

- 8 novembre : Robert Tappan Morris, informaticien américain.
- 15 novembre : Pedro Cavadas, chirurgien espagnol.
- 19 novembre : Paulo Barreto, cryptologue brésilien.

- 10 décembre : Niels Ferguson mathématicien, cryptologue néerlandais.
- 22 décembre : Lee Rogers Berger, paléoanthropologue et archéologue américain.

- Léon Bottou, statisticien français, spécialisé en apprentissage automatique et compression de données.
- Joan Daemen, cryptologue belge.
- Patrick Naughton, informaticien américain.
- Jacques Patarin, mathématicien et cryptologue français.
- Atsushi Takahashi, astronome japonais.

## Décès

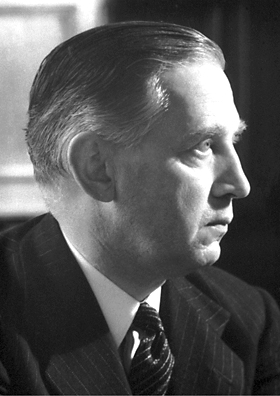
Edward Appleton

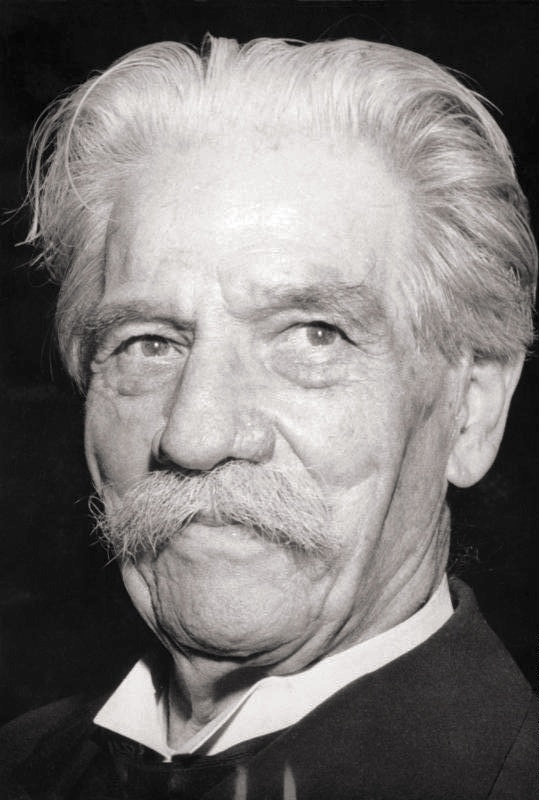
Albert Schweitzer

- 9 janvier : Lucien Sebag (né en 1934), anthropologue français.
- 10 janvier : Antonín Bečvář (né en 1901), astronome tchèque.
- 11 janvier : Maurice Reygasse (né en 1881), préhistorien français.

- 2 février : 
  - Kurt Heegner (né en 1893), mathématicien, physicien et ingénieur allemand.
  - Paul Alsberg (né en 1883), médecin et anthropologue allemand.
- 20 février : René Jeannel (né en 1879), naturaliste français.

- 11 mars : Yachita Tsuchihashi (né en 1866), prêtre jésuite japonais, astronome, mathématicien, sinologue et lexicographe japonais.
- 13 mars : Corrado Gini (né en 1884), statisticien, démographe, ethnologue et sociologue italien.
- 16 mars : Alfred Merlin (né en 1876), historien, archéologue, numismate et épigraphiste français.

- 1er avril : Daniel Barbier (né en 1907), astronome français.
- 21 avril :
  - Edward Appleton (né en 1892), physicien britannique, prix Nobel de physique en 1947.
  - Nina M. Davies (née en 1881), égyptologue anglaise.

- 27 mai : Arnold Heim (né en 1882), géologue suisse.
- 30 mai : Louis Hjelmslev (né en 1899), linguiste danois.

- 3 juin : Max Volmer (né en 1885), physicien allemand.
- 17 juin : Maurice de Keghel (né en 1883), chimiste et industriel français.
- 24 juin : Jacques Bourcart (né en 1891), géologue et océanographe français.
- 25 juin : Bertil Lindblad (né en 1895), astronome suédois.

- 14 juillet : Matila Ghyka (né en 1881), poète, romancier, ingénieur électrique, mathématicien, historien, militaire, avocat et diplomate roumain.
- 17 juillet : Walter Evans-Wentz (né en 1878), anthropologue et écrivain américain.

- 28 août : Giulio Racah (né en 1909), physicien et mathématicien italo-israélien.

- 4 septembre : Albert Schweitzer (né en 1875), médecin et philosophe français.
- 8 septembre : Hermann Staudinger (né en 1881), chimiste allemand.
- 11 septembre : André Chagny (né en 1872), historien, écrivain et archéologue français.
- 12 septembre : Matthias Pier (né en 1882), chimiste allemand.
- 20 septembre : Arthur Holmes (né en 1890), géologue britannique.
- 12 octobre : Paul Hermann Müller (né en 1899), chimiste suisse, prix Nobel de physiologie ou médecine en 1948.
- 21 octobre : Marcel Delépine (né en 1871), chimiste et pharmacien français.

- 16 novembre : Stanisław Jaśkowski (né en 1906), logicien polonais.
- 18 novembre : Frank Wilcoxon (né en 1892), statisticien et chimiste américain.
- 23 novembre : Frank Debenham (né en 1883), géologue et géographe australien.